# Лийси Харисън
Лийси Харисън (на английски: Lisi Harrison) е канадска писателка, авторка на бестселъри в жанровете детска литература и паранормален любовен роман. В България е издадена и като Лизи Харисън.

## Биография и творчество
Елис „Лийси“ Готлиб Харисън е родена на 29 юли 1970 г. в Торонто, Онтарио, Канада, в семейството на Кен и Саша Готлиб. Има брат и сестра. Учи в еврейско училище и завършва елитната гимназия „Форест Хил“. На 18 години се мести в Монреал, където в продължение на 2 години учи филмово изкуство в Унинерситета „Макгил“. В университета участва в кратък курс по творческо писане и решава да стане писател. Прехвърля се в колежа за изящни изкуства „Емерсън“ в Бостън, където получава бакалавърска степен по творческо писане.
След дипломирането си работи в продължение на 12 години в MTV в Манхатън, Ню Йорк, като творчески писател, директор на развитието на производството и старши директор, създавайки и развивайки различни успешни рубрики като „Рум Рейдърс“. Пише и като колумнист в списание.
През 2004 г. е публикуван първият ѝ роман „Новото момиче“ от поредицата ѝ „Клика“. Той е става бестселър, а тя напуска работата си и се посвещава на писателската си кариера. През 2008 г. романът е екранизиран в едноименния телевизионен филм с участието на Елизабет Маклафлин, Елън Марлоу и Софи Анна.
Черпейки от собствените си тийнейджърски години и опита си в MTV, през 2010 г. е публикуван романът ѝ „Монстър Хай“ от едноименната поредица.
Лийси Харисън живее от 2008 г. със семейството си в Лагуна Бийч, Калифорния.

## Произведения

### Самостоятелни романи
- The Dirty Book Club (2016)
Клуб „Мръсни книги“, изд. „Анишър“ (2018), прев. Надя Златкова

### Серия „Клика“ (Clique)
1. The Clique (2004) 
Новото момиче, изд.: „Кръгозор“, София (2011), прев. Антоанета Дончева-Стаматова
2. Best Friends for Never (2004)
3. Revenge of the Wannabes (2005)
4. The Invasion of the Boy Snatchers (2005)
5. The Pretty Committee Strikes Back (2006)
6. Dial L for Loser (2006)
7. It's Not Easy Being Mean (2007)
8. Sealed with a Diss (2007)
9. Bratfest at Tiffany's (2008)
10. P.S. I Loathe You (2009)
11. Boys 'r' Us (2009)
12. These Boots Are Made for Stalking (2010)
13. My Little Phony (2010)
14. A Tale of Two Pretties (2011)

- Charmed and Dangerous (2009)
- Cliquetionary (2009)

### Серия „Клика: Лятна колекция“ (Clique Summer Collection)
1. Massie (2008)
2. Dylan (2008)
3. Alicia (2008)
4. Kristen (2008)
5. Claire (2008)

### Серия „Алфа“ (Alphas)
1. Alphas (2009)
2. Movers and Fakers (2010)
3. Belle of the Brawl (2010)
4. Top of the Feud Chain (2011)

### Серия „Претендентите“ (Pretenders)
1. Pretenders (2013)
2. License to Spill (2014)

### Участие в общи серии с други писатели

#### Серия „Монстър Хай“ (Monster High)
1. Monster High (2010)
Монстър Хай, изд.: „Егмонт България“, София (2012), прев. Кристина Георгиева
2. The Ghoul Next Door (2011)
Чудовището на нашата улица, изд.: „Егмонт България“, София (2012), прев. Кристина Георгиева
3. Where There's a Wolf, There's a Way (2011)
Има ли вълк, има и начин, изд.: „Егмонт България“, София (2013), прев. Кристина Георгиева
4. Back and Deader Than Ever (2012)
По-неживи от всякога, изд.: „Егмонт България“, София (2013), прев. Кристина Георгиева

от серията има още 16 романа от различни автори

### Екранизации
- 2008 The Clique